# Le Temps des prodiges
Le Temps des prodiges (en hébreu : תור הפלאות, Tôr hap-pêlaôt) est un roman d'Aharon Appelfeld publié en 1978.
La traduction française signée Arlette Pierrot paraît aux éditions Belfond en 1985.

## Résumé
Le Temps des prodiges  montre la désagrégation d'une famille de juifs autrichiens assimilés refusant de voir la montée des périls, au travers des souvenirs du narrateur, un enfant. Tout semble ouaté, nimbé de la brume imprécise d'un souvenir lointain. Aucun lieu, aucune date précise. L'emploi de la troisième personne amplifie la distance entre la narration et le narrateur. Le père, écrivain célèbre, rend les juifs responsables de l'exclusion sociale et littéraire dont il est la victime; il finit par quitter sa femme et renier sa judéité espérant ainsi que sa carrière littéraire sera plus réussie. 
Le récit est construit en deux parties: la première, intitulée « Le temps des prodiges » se termine au moment où la communauté juive de la ville est déportée; la seconde partie, « Quand tout fut accompli des années plus tard », reprend plusieurs années après, avec le retour du narrateur sur les lieux de son enfance. Il y est confronté à l'indifférence et à un antisémitisme larvé. Le ton a changé. Tout est vif, précis. Le récit à la première personne ancre encore davantage la narration dans le réel.
Dans Histoire d'une vie, Aharon Appelfeld raconte qu'à Czernowitz, un médecin juif, père d'un de ses compagnons d'errance dans les forêts ukrainiennes, T., avait complètement coupé les ponts avec la communauté juive, embrassé une autre culture et rompu avec sa famille.
Si l'on considère l'angle de la vie des familles juives assimilées de Vienne avant la Seconde guerre mondiale, le récit peut être rapproché des mémoires de Stéphane Zweig (mort en 1942), Le Monde d'hier. Souvenirs d'un Européen, ouvrage posthume paru en 1944.

## Source
- Sur Le cercle points

### Traduction
- Aharon Appelfeld (trad. de l'hébreu par Arlette Pierrot), Le Temps des prodiges, Paris, Seuil/L'Olivier, coll. « Points » (no 1259), 2004 (1re éd. Belfond, 1985), 239 p. (ISBN 978-2-020-68019-6)